# Силилфосфин
Силилфосфин — неорганическое соединение,
кремниевый аналог метилфосфина с формулой SiH3PH2,
бесцветный газ,
самовоспламеняется на воздухе.

## Получение
- Реакция бромсилана и фосфина алюминия-натрия:

{\displaystyle {\mathsf {4SiH_{3}Br+NaAl(PH_{2})_{4}\ {\xrightarrow {}}\ 4SiH_{3}PH_{2}+NaAlBr_{4}}}}
- Реакция моносилана и фосфина в присутствии катализатора:

{\displaystyle {\mathsf {SiH_{4}+PH_{3}\ {\xrightarrow {300^{o}C,I_{2}}}\ SiH_{3}PH_{2}+H_{2}}}}

## Физические свойства
Силилфосфин образует бесцветный газ,
самовоспламеняется на воздухе,
медленно гидролизуется в холодной воде,
быстро реагирует с растворами щелочей.

## Химические свойства
- При гидролизе образуется смесь продуктов, в основном кремнёвая кислота и фосфин.
- Реагирует с галоидводородами:

{\displaystyle {\mathsf {SiH_{3}PH_{2}+HBr\ {\xrightarrow {}}\ SiH_{3}Br+PH_{3}}}}